# 巴爾特·拉姆塞拉爾
巴尔特·拉姆塞拉尔（荷蘭語：Bart Ramselaar；1996年6月29日—），荷蘭足球運動員，司職中場，現效力於新加坡超级足球联赛球會獅城水手。

## 俱樂部生涯
拉姆塞拉尔出道荷甲球隊烏德勒支，在球隊時有過不錯表現。在2015-2016賽季，拉姆塞拉曾出場42次打進8球7助攻。
PSV燕豪芬花費了475萬歐元將其帶到球隊，剛到球隊的拉姆塞拉尔就在對NEC奈梅亨的比賽中，拉姆塞拉爾首秀即進球，幫助球隊4：0大勝對手。在短短的7場比賽中，拉姆塞拉尔就打進了3球2助攻，整個賽季，拉姆塞拉尔貢獻6球3助攻，表現出色。
2017-18賽季，拉姆塞拉尔的表現依然非常出色。聯賽第6輪，對老東家烏德勒支，拉姆塞拉爾在第74分鐘替補上場，不到15分鐘，拉姆塞拉爾就助攻史提芬·貝雲積打進一球，最終幫助球隊7:1大勝老東家。

## 國家隊生涯
拉姆塞拉尔是荷蘭國青隊的成員，在U21歐洲國家盃的4場比賽中，他為荷蘭國青隊打進2球。同時他被徵召到荷蘭國家足球隊。

## 外部連結
- worldfootball.net：巴爾特·拉姆塞拉爾之統計數據 （英文）
- 巴尔特·拉姆塞拉尔 （页面存档备份，存于）在Voetbal中的国家队档案 （荷蘭語）
- 巴尔特·拉姆塞拉尔在OnsOranje中的荷兰国家队档案，存档于（存檔日期 2016-03-31）